# Obaba (film)
Obaba è un film del 2005 diretto da Montxo Armendáriz, liberamente tratto dal romanzo Obabakoak dello scrittore basco Bernardo Atxaga.